# 考纳斯理工大学
考纳斯理工大学 (KTU)，是一所位于立陶宛第二大城市考纳斯的理工类大学。学校提供151门不同研究方向，其中39门是以英语教学。目前学校有10,895名学生, 其中7,895名本科生, 2,648名硕士生, 566名留学生, 以及352名博士生。

## 机构设置
- 化学工程学院
- 土木工程和建筑学院
- 电气和电子工程学院
- 信息学院
- 数学和自然科学学院
- 机械工程和设计学院
- 社会科学、艺术和人文学院
- 帕内维斯技术和管理学院
- 经济与管理学校